# Залетаева, Екатерина Владимировна
Екатерина Владимировна Залетаева (23 октября 1966, Москва — 3 февраля 2018, Москва) — российский художник-постановщик, работавший в кино.

## Биография
Родилась в Москве в семье учёных.
Уже в 16 лет работала на киностудии «Союзмультфильм» как художник-мультипликатор и как художник-постановщик. В частности, работала на фильме Фёдора Хитрука «Лев и Бык».
Окончила ВГИК.
Являлась одним из ведущих художников-анималистов и художников-постановщиков России. Работала на фильмах Андрея Кончаловского, Романа Качанова, Фёдора Бондарчука, Филиппа Янковского, Ренаты Литвиновой и других режиссёров.
|  | Катя была бешено талантлива, она умела рисовать персонажи картин одной линией, без единого наброска, а когда пришла работать в игровое кино, придумывала совершенно фантастические декорации, чумовой реквизит, уникальные объекты для съёмок. Это был человек со всеми признаками гениальности— Роман Качанов |

Скоропостижно скончалась 3 февраля 2018 года на 52 году жизни от онкологического заболевания.

## Фильмография

### Художник-постановщик
1. 1997 — Учительница первая моя
2. 2000 — ДМБ
3. 2001 — Даун Хаус
4. 2002 — В движении
5. 2004 — Богиня: как я полюбила
6. 2005 — Попса
7. 2006 — Знаки любви
8. 2006 — Три полуграции
9. 2007 — Глянец
10. 2009 — Правосудие волков
11. 2010 — Зайцев, жги! История шоумена
12. 2011 — Два дня
13. 2012 — Zолушка
14. 2012 — Кококо
15. 2013 — Департамент
16. 2014 — Гена Бетон
17. 2015 — Память осени
18. 2015 — Гороскоп на удачу
19. 2015 — Москва никогда не спит
20. 2016 — 30 свиданий
21. 2016 — FUNтастика
22. 2016 — Мотылёк
23. 2018 — Без меня
24. 2019 — Лютый-2

## Художник
1. 1983 — Лев и Бык (по титрам фильма)